# オスカル・ヒル
オスカル・ヒル・レガーニョ（Óscar Gil Regaño、1998年4月26日 - ）は、スペイン・バレンシア州エルチェ出身のサッカー選手。ラ・リーガ・RCDエスパニョール所属。ポジションはディフェンダー。

## クラブ経歴
バレンシア州のエルチェに生まれ、エルチェCFのカンテラにて育成された。2015-16シーズンからBチームで出番を得ると、2018年10月16日、コパ・デル・レイのコルドバCF戦でプロデビュー並びにトップチームデビューを果たした。2019-20シーズン、エルチェの右サイドでポジションを確保すると、リーグ戦33試合に出場して1ゴールを挙げた。エルチェはこのシーズン、リーグ戦を6位で終えたため、プリメーラ昇格プレーオフに回った。ヒルはプレーオフ全3試合に出場し、クラブのプリメーラ昇格に貢献した。
2020年9月7日、移籍金約500万ユーロでRCDエスパニョールに移籍し、4年契約を交わした。

## 代表経歴
2021年6月8日、UEFA EURO 2020を控えていたスペイン代表でコロナウイルスが確認されたため、急遽U-21スペイン代表が出場したリトアニア代表との親善試合にてA代表デビュー。

## タイトル

### クラブ
RCDエスパニョール
- セグンダ・ディビシオン : 1回 (2020-21)